# Magnus Gottfried Lichtwer
Magnus Gottfried Lichtwer (Wurzen, 1719. január 30. – Halberstadt, 1783. július 7.) német költő.

## Élete
A wittenbergi egyetemen magántanár, utóbb porosz kormánytanácsos volt. 1749-ben Wittenbergben feleségül vette Henriette Sophie Albinus-t akitől három leánya született. Főműve: Vier Bücher aesopischer Fabeln (1748), élénken előadott és józan erkölcsi felfogású mesék gyűjteménye. Írt még egy tankölteményt is: Das Recht d. Vernunft (1758, magyar fordításban megjelent Pozsonyban, 1784.). Összegyűjtött művei (a költő életrajzával) 1828-ban Halberstadtban jelentek meg.